# Lávrrejohka
Lávrrejohka is een beek in Noord Finland, gemeente Enontekiö, Lapland. Het is de tweede noemenswaardige beek, die haar water afdraagt aan de Valtijoki, voordat deze in het Porojärvi stroomt. De Lávrrejohka ontvangt haar water op de zuidelijke berghellingen van de Våddevari (Valtivaara) en de noordelijke hellingen van de Sieddegielas (Seittikielas) (beide circa 890 meter hoog) in een heuvel/bergrug langs de Finse grens met Noorwegen. Het riviertje stroomt na circa 5 km vanuit het oosten de Valtijoki in.
De rivier behoort tot het stroomgebied van de Torne.
Afwatering: Lávrrejohka → Valtijoki → Poroeno → Lätäseno → Könkämärivier → Muonio → Torne → Botnische Golf